# 미야모토촌 (사이타마현)
미야모토촌(美谷本村)은 사이타마현 기타아다치군에 존재했던 촌이다.
태평양전쟁중 1943년 4월 1일, 남동쪽 옆의 사사메촌과 합병해 미사키촌이 되어, 소멸하였다.

## 지리
- 현재의 도다시, 사이타마시 미나미구 일부에 해당한다.
- 사이타마현 중앙(기타아다치) 지역의 남부에 있다.
- 서쪽을 아라카와 강이 북쪽에서 남쪽으로 흐르고 있는데, 옛 강길이 마을의 경계가 되어 반대편에 있는 우치마키 마을(시게세 지구)이 뻗어나가고 있다.
- 전 지역이 저지대이다.

## 역사
- 1889년 1월 1일 - 정촌제 시행에 병행하여, 기타아다치군 미야모토촌이 성립하였다.
- 1943년 4월 1일 - 사사메촌과 합병에 의해 미사키촌이 성립하여, 미야모토촌은 소멸하였다.